# Vitamina C
Vitamina C este un nutrient esențial vieții, solubil în apă, implicat în producția de gluco-corticosteroizi și de anumiți neurotransmițători (substanțe care permit transmisia influxului nervos), în metabolismul glucozei, al colagenului, al acidului folic și al anumitor aminoacizi, în neutralizarea radicalilor liberi și a nitrozaminelor, în reacții imunologice, care facilitează absorbția fierului la nivelul tubului digestiv.

## Descoperire și istorie
Nevoia de a include plante proaspete sau carne crudă în alimentație pentru a preveni bolile a fost cunoscută încă din antichitate. Popoarele native care trăiau în zonele marginale au adăugat aceasta în știința medicinei lor. De exemplu, infuzia de ace de molid era utilizată în zonele temperate, sau de frunze ale copacilor rezistenți la secetă din zonele deșertice. În 1536, exploratorul francez Jacques Cartier, studiind fluviul Sf. Laurențiu, a folosit cunoștințele localnicilor pentru a salva viețile echipajului său, care murea de scorbut. A fiert ace de tuia pentru a face ceai, care, s-a dovedit mai târziu, conținea 50 mg de vitamina C la 100 grame.
În expediția din 1497 condusă de Vasco de Gama, efectele curative ale citricelor erau deja cunoscute. Portughezii au plantat pomi fructiferi și alte plante comestibile în insula Sfânta Elena, pe atunci un important punct de oprire în călătoriile de întoarcere din Asia, pentru ca suferinzii de scorbut, dar și de alte afecțiuni, să se poată reface.
De-a lungul istoriei, beneficiile plantelor folosite ca aliment pentru supraviețuirea din asedii și voiaje lungi a fost recomandată de multe autorități luminate. John Woodall, primul chirurg numit al Companiei Britanice Indiile de Est, recomanda folosirea de suc de lămâie ca aliment ce previne și vindecă scorbutul în cartea sa "The Surgeon's Mate" din 1617. Scriitorul olandez Johann Bachstrom din Leyden, în 1734, a opinat că "scorbutul este datorat doar unei abstinențe totale de la alimente vegetale proaspete și legume; care este și cauza primară a acestei boli."

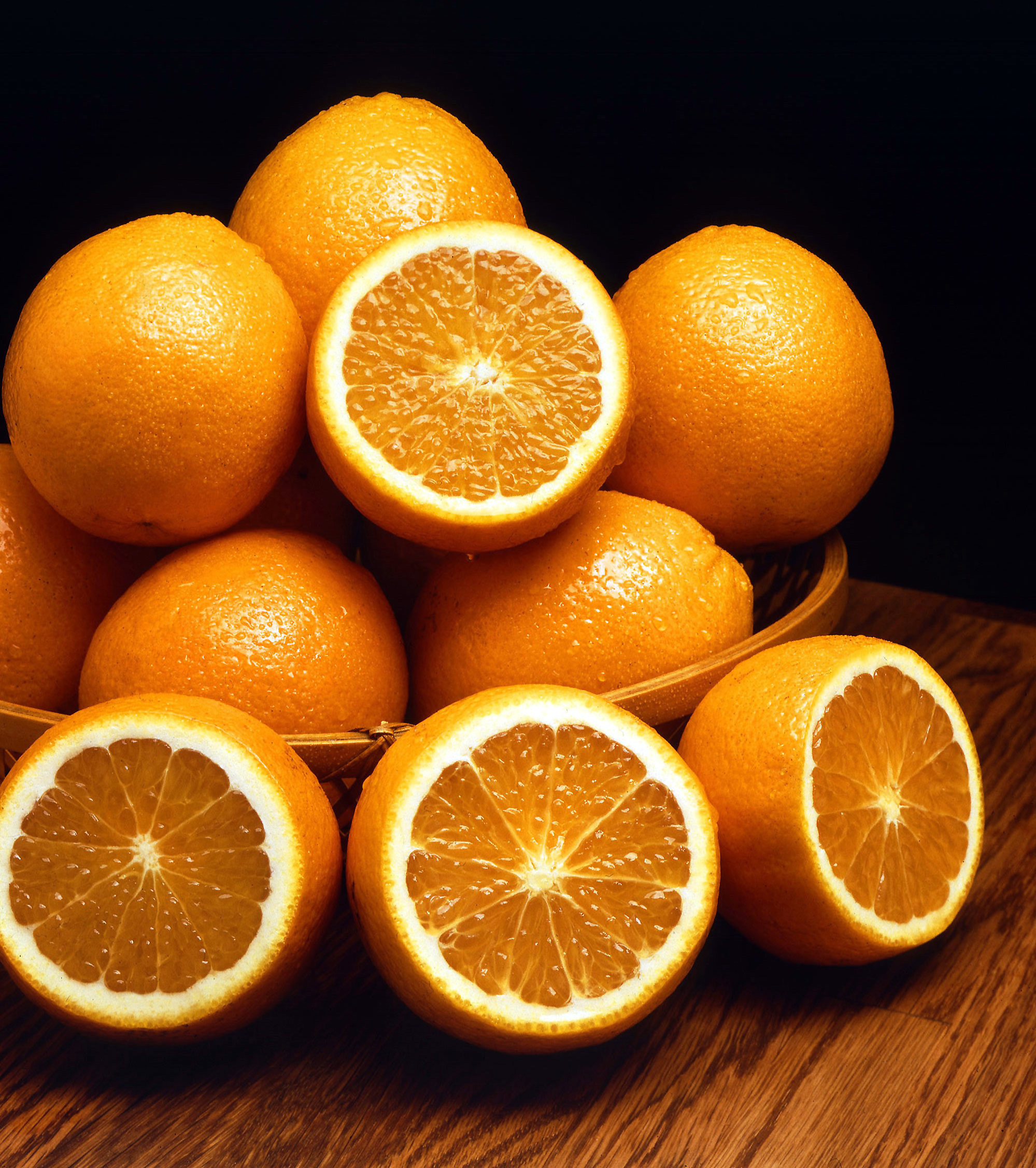
Fructele citrice au fost una dintre primele surse de vitamina C disponibile pentru chirurgii navelor maritime.

Prima încercare de a crea o bază științifică pentru cauza scorbutului a fost făcută de un chirurg al unei nave a Marinei Regale Britanice, James Lind. În timp ce se afla pe mare în mai 1747, Lind a aprovizionat câțiva membri ai echipajului cu două portocale și o lămâie pe zi, în adiție față de rația zilnică, în timp ce ceilalți au continuat cu cidru, oțet sau apă de mare, pe lângă rațiile lor normale. În istoria științei, acesta este considerat a fi primul experiment controlat, când s-au comparat rezultatele a două populații cu un factor aplicat doar uneia, restul fiind identici. Rezultatele arătau fără îndoială că fructele citrice preveneau boala. Lind și-a transcris munca sa în cuvinte, iar în 1753, a publicat-o în Tratat asupra Scorbutului.
Abia în 1795 Marina Britanică au adoptat lămâile sau limetele ca elemente standard pe mare. Căpitanul James Cook demonstrase și dovedise principiul avantajelor alimentelor proaspete și conservate, precum varza acră, prin călătoria sa și a echipajului său până în Hawaii și mai departe fără ca să piardă nici un om din cauza scorbutului. Pentru aceasta, i-a fost prezentată o medalie de către Amiralitatea Britanică. Deci Marina era la curent cu acest principiu. Costul aprovizionării navelor cu fructe proaspete era probabil factorul care cauzase întârzierea punerii în aplicare. Luxurile și proviziile ne-standard care nu erau furnizate de Amiralitate erau procurate de către căpitani.
Numele de "antiscorbutic" era folosit în secolele XVIII și XIX ca termen general pentru acele alimente care preveneau scorbutul, deși nu se înțelegea motivul pentru care se întâmpla așa. Acestea includeau lămâile, limetele și portocalele.
În 1907, Axel Holst și Theodor Frølich, doi biochimiști norvegieni, care studiau beriberi contractată la bordul navelor din Flota de Pescuit Norvegiană, au vrut ca un mic mamifer de teste să înlocuiască porumbeii pe care îi folosiseră. Au hrănit cobai cu hrana de test, care produsese beriberi la porumbei, și au fost surprinși când a apărut, în loc, scorbutul. Până atunci, scorbutul nu fusese observat la nici un alt organism în afară de oameni, fiind considerat o boală exclusiv umană.
La începutul secolului XX, omul de știință polonezo-american Casimir Funk a condus cercetările în ceea ce privește bolile de deficiență, iar în 1912 Funk a dezvoltat conceptul de vitamine, ca elemente componente ale hranei esențiale sănătății. Apoi, din 1928 până în 1933, echipa de cercetători maghiară compusă din Joseph L. Svirbely și Albert Szent-Györgyi și, independent, americanul Charles Glen King, au izolat pentru prima dată vitamina C și au arătat că este acid ascorbic.
În 1928, antropologul arctic Vilhjalmur Stefansson a încercat să demonstreze teoria sa precum că eschimoșii (inuiți) sunt capabili să evite scorbutul fără aproape nici o plantă în dieta lor. Acest lucru a fost mereu o întrebare, pentru că boala i-a lovit pe exploratorii arctici europeni care supraviețuiau cu aceleași diete bogate în carne. Stefansson a presupus că popoarele native din Arctica își preluau necesarul de vitamina C din carnea crudă sau gătită foarte puțin. Începând din februarie 1928, timp de un an, el și un coleg de-al său au trăit având ca hrană doar carne crudă, sub supraveghere medicală la Spitalul Bellevue din New York; au rămas sănătoși.
În 1933-1934, chimiștii britanici Sir Walter Norman Haworth și Sir Edmund Hirst și, independent, polonezul Tadeus Reichstein, au reușit să sintetizeze vitamina, fiind prima creată artificial. Acest lucru a făcut posibilă producerea industrială și, în același timp, ieftină a vitaminei C. Haworth a primit în anul 1937 Premiul Nobel pentru Chimie pentru munca depusă de el. Forma sintetică a vitaminei este identică cu cea naturală.
În 1959, americanul J.J. Burns a arătat că motivul pentru care unele mamifere sunt susceptibile scorbutului este imposibilitatea ficatului lor de a produce o enzimă activă, numită L-gulonolactonă oxidază, care este ultima din cele patru enzime care intervin la sintetizarea acidului ascorbic.
Biochimistul american Irwin Stone a fost primul care a exploatat vitamina C pentru proprietățile ei de conservare și a obținut patente pentru aceasta. A dezvoltat teoria conform căreia vitamina C este un nutrient esențial deficitar la oameni, ca rezultat al unei erori genetice, ceea ce a afectat întreaga rasă umană.

## Resurse

### Plante

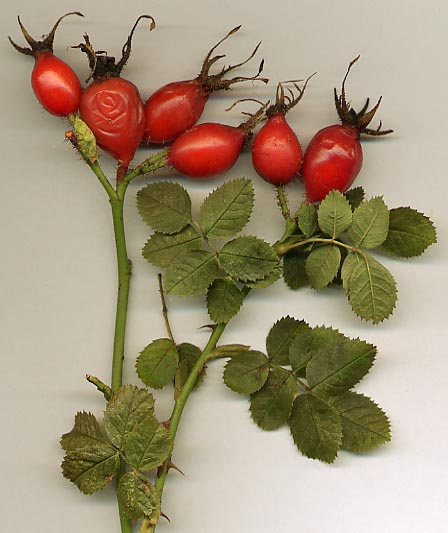
Fructele de măceș sunt o sursă foarte bogată în vitamina C

Fructele citrice (lămâie verde, lămâie, portocală, grepfrut), tomatele și cartofii sunt surse comune și foarte bune de vitamina C. Alte alimente care sunt bune surse de vitamina C includ papaya, broccoli, varza și varză de Bruxelles, coacăze, căpșuni, conopidă, spanac, pepene galben și kiwi. De asemenea, merișoarele și ardeii iuți sunt surse bogate în vitamina C.
Cantitatea de vitamina C din alimente provenite din plante depind de:
- varietatea exactă a plantei,
- condițiile solului
- climatul în care s-a dezvoltat,
- perioada de timp dintre recoltare și consumare,
- condițiile de păstrare,
- metoda de preparare. Gătitul în general, se presupune, distruge vitamina C - vedeți secțiunea despre Prepararea alimentelor.

Următorul tabel arată abundența relativă a vitaminei C în plante crude. Cantitatea este exprimată în mg la 100 grame de fruct sau de legumă:
| Sursă              | Cantitate |
| ------------------ | --------- |
| Billy Goat plum    | 3.150     |
| Camu Camu          | 2.800     |
| Cătină de garduri  | 2.500     |
| Măceș              | 2.000     |
| Acerola            | 1.600     |
| Amla               | 720       |
| Jujuba             | 500       |
| Baobab             | 400       |
| Coacăză            | 200       |
| Guava              | 100       |
| Kiwi               | 90        |
| Broccoli           | 90        |
| Loganberry         | 80        |
| Ardei iute         | 80        |
| Varză de Bruxellss | 80        |
| Litchi             | 70        |
| Persimmon          | 60        |
| Papaya             | 60        |
| Căpșună            | 60        |

| Sursă             | Cantitate |
| ----------------- | --------- |
| Portocală         | 50        |
| Lămâie            | 40        |
| Pepene galben     | 40        |
| Conopidă          | 40        |
| Varză             | 36        |
| Grapefruit        | 30        |
| Zmeură            | 30        |
| Tangerină         | 30        |
| Mandarină         | 30        |
| Fructul pasiunii  | 30        |
| Spanac            | 30        |
| Varză verde crudă | 30        |
| Lămâie verde      | 20        |
| Mango             | 20        |
| Pepene Honeydew   | 20        |
| Tomată            | 10        |
| Afină             | 10        |
| Ananas            | 10        |
| Pawpaw            | 10        |
| Strugure          | 10        |
| Caisă             | 10        |

| Sursă            | Cantitate |
| ---------------- | --------- |
| Prună            | 10        |
| Pepene roșu      | 10        |
| Banană           | 9         |
| Morcov           | 9         |
| Avocado          | 8         |
| Măr sălbatic     | 8         |
| Piersică         | 7         |
| Măr              | 6         |
| Mură             | 6         |
| Sfeclă           | 5         |
| Pară             | 4         |
| Salată           | 4         |
| Castravete       | 3         |
| Vânătă           | 2         |
| Smochină         | 2         |
| Afină            | 1         |
| Pepene cu coarne | 0,5       |
| Moșmon           | 0,3       |

### Animale

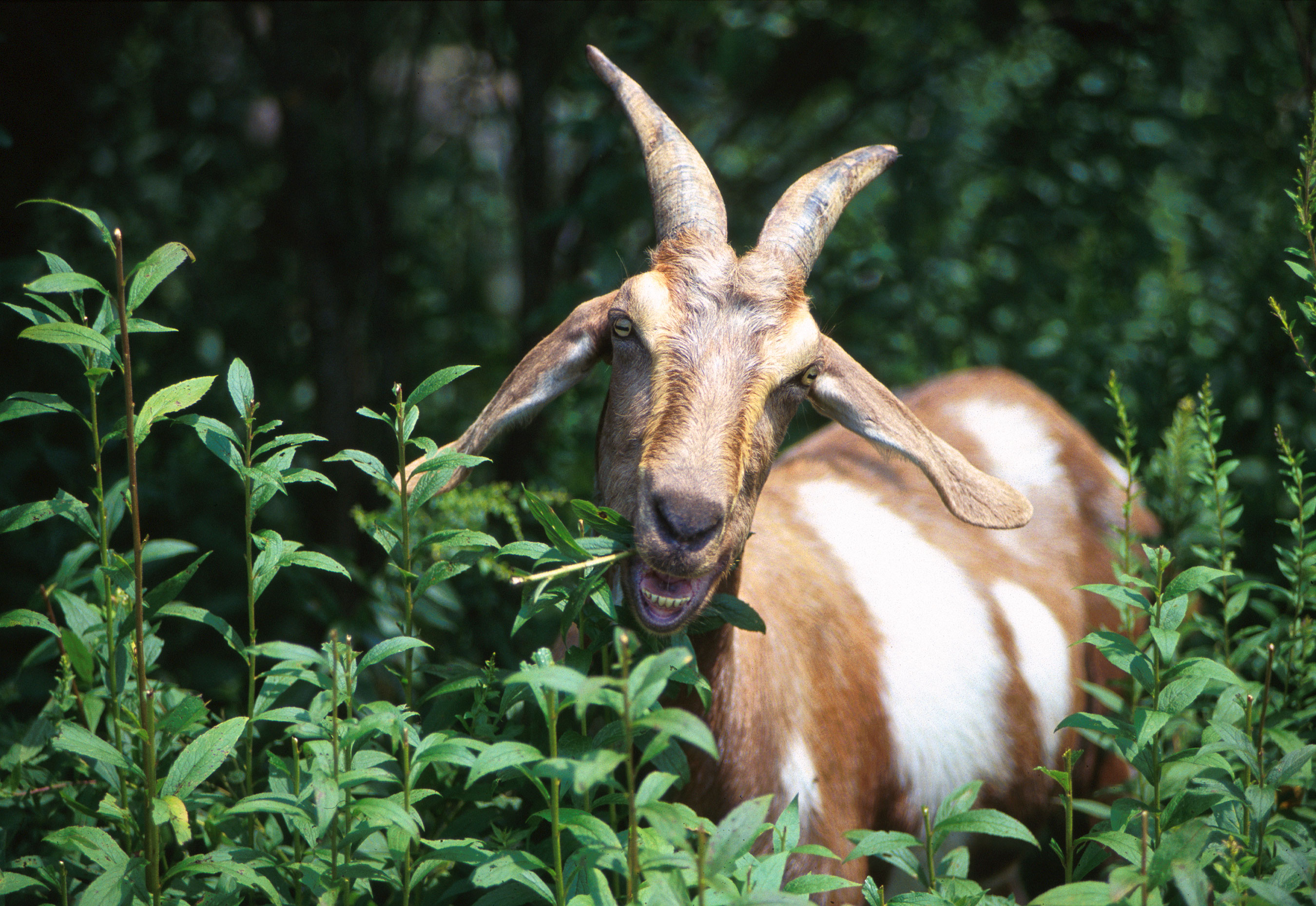
Caprele și majoritatea altor animale își produc singure vitamina C

Majoritatea speciilor de animale și plante își sintetizează singure vitamina C. Prin urmare, nu este o vitamină pentru ele. Sinteza este obținută printr-o secvență de pași, bazați pe enzime, care convertesc glucoza în acid ascorbic. Acest lucru are loc fie în rinichi, la reptile și pasări, sau în ficat, la mamifere și păsări ciripitoare (Passeriformes). Ultima enzimă din proces, l-guconolactonă oxidază, nu poate fi fabricată de organismele umane deoarece gena care aparține enzimei nu funcționează. Pierderea unei enzime care este importantă pentru producerea acidului ascorbic a avut loc frecvent pe scara evoluției și a afectat majoritatea peștilor, multe păsări, unii lilieci, cobaii și majoritatea primatelor, incluzând oamenii. Mutațiile nu sunt încă letale, deoarece acidul ascorbic se regăsește din abundență în sursele alimentare (se poate spune că multe dintre aceste specii se hrănesc, sau se hrăneau, în principal cu fructe).
De exemplu, o capră adultă produce mai mult de 13000 mg de vitamina C pe zi într-o stare normală și până la 100000 mg pe zi într-o stare de stres, traumă sau boală.
S-a demonstrat că traumele sau rănile consumă o cantitate mare de vitamina C la animale, incluzând oamenii.
Abia în anii 1920 s-a realizat că și unele bucăți de carne sunt, de asemenea, o sursă de vitamina C. Mușchiul și grăsimea, care reprezintă baza alimentației occidentale moderne, sunt surse slabe. Ca și în cazul fructelor și legumelor, gătitul micșorează cantitatea de vitamina C conținută.
Următorul tabel arată abundența relativă a vitaminei C în diferite alimente de origine animală, cantitatea fiind exprimată în mg la 100 grame de aliment:
| Aliment                  | Cantitate |
| ------------------------ | --------- |
| Ficat de vițel (crud)    | 36        |
| Ficat de vită (crud)     | 31        |
| Scoici (crude)           | 30        |
| Icre de cod (prăjite)    | 26        |
| Ficat de porc (crud)     | 23        |
| Creier de miel (fiert)   | 17        |
| Ficat de pasăre (prăjit) | 13        |
| Ficat de miel (prăjit)   | 12        |
| Inimă de miel (friptă)   | 11        |

| Aliment                       | Cantitate |
| ----------------------------- | --------- |
| Limbă de miel (înăbușită)     | 6         |
| Lapte uman (proaspăt)         | 4         |
| Lapte de capră (proaspăt)     | 2         |
| Lapte de vacă (proaspăt)      | 2         |
| Friptură de vită (friptă)     | 0         |
| Ou de găină (crud)            | 0         |
| Bacon de porc (prăjit)        | 0         |
| Cotlet de vițel/vită (prăjit) | 0         |
| Pulpă de pui (friptă)         | 0         |

### Sinteză chimică artificială
Vitamina C este produsă din glucoză prin două metode principale. Procesul Reichstein, dezvoltat în anii 1930, folosește o singură pre-fermentare, urmată de o cale pur chimică. Procesul de fermentație modern în doi pași este originar din China, dezvoltat în anii 1960, și folosește fermentația adițională pentru a înlocui parțial pașii chimici următori. Ambele procese transformă în vitamina C aproximativ 60% din glucoza introdusă.
În 1934, compania farmaceutică elvețiană Hoffmann-La Roche a fost prima care a produs sintetic, industrial, vitamina C, sub numele de marcă Redoxon.
Principalii producători de astăzi sunt BASF/Takeda, Roche, Merck și China Pharmaceutical Group Ltd. din Republica Populară Chineză. China devine încetul cu încetul furnizorul mondial majoritar pentru că prețurile sale sunt mai mici decât cele ale producătorilor americani sau europeni.  Arhivat în 24 aprilie 2008, la Wayback Machine..

## Funcții în organism
- Ca participant la hidroxilare, vitamina C este necesară la producerea de colagen în țesutul conjunctiv. Aceste fibre sunt omniprezente în întreg organismul, asigurându-i acestuia o structură stabilă, dar flexibilă. Unele țesuturi au un procentaj mai ridicat de colagen în conținut, în special pielea, membranele mucoase, dinții și  oasele.
- Vitamina C este necesară la sinteza dopaminei, noradrenalinei și adrenalinei în sistemul nervos sau în glandele suprarenale.
- Vitamina C este de asemenea necesară la sintetizarea carnitinei, care este importantă în transferul energiei la mitocondriile celulelor.
- Este un puternic antioxidant.
- Țesuturile biologice cu cel mai mare procentaj de vitamina C conținută — peste 100 de ori față de nivelul din plasma sangvină — sunt glandele suprarenale, glanda pituitară, timusul, corpus luteum și retina.
- Creierul, splina, plămânul, testiculul, nodul limfatic, ficatul, tiroida, mucoasa intestinului subțire, leucocita, pancreasul, rinichiul și glandele salivare au o concentrație de vitamina C de la 10 până la 50 de ori mai mare decât în plasmă.

Nici un organ nu face rezerve de ascorbat ca funcție principală a sa, așa că organismul rămâne foarte repede fără această substanță dacă nu există un aport continuu care să fie absorbit prin sistemul digestiv. Eventual, se poate ajunge până la deces în cazul în care deficiența este neglijată.

## Necesități
Aporturile nutriționale recomandate de vitamina C sunt de 35 până la 65 miligrame pe zi pentru copil, de la 60 la 100 miligrame pentru adulți și adolescenți. Pentru fumători este recomandat un aport crescut, de ordinul a 120 miligrame pe zi. Aceasta vitamină este ușor oxidabilă și foarte sensibilă la căldură și la radiații infraroșii și ultraviolete.

## Carență
Carența în vitamina C, rară în țările în curs de dezvoltare și excepțională în țările industrializate. Este responsabilă de apariția scorbutului, o formă de avitaminoză. Cauzată de un aport alimentar insuficient, unei malabsorbții digestive, unei creșteri a necesităților sau unei eliminări excesive, carența apare de cele mai multe ori la subiecții vârstnici, alcoolici, suferind de malabsorbție cronică sau supuși unei hrăniri prin perfuzii nesuplimentate în vitamina C. Ea se traduce prin oboseală și anemie, dureri osteoarticulare, edeme, gingivită și pierderea dinților, hemoragii, imunitate scăzută. Era o afecțiune foarte des întâlnită la marinarii care plecau în voiaje lungi sau pe perioada iernii, din cauză că fructele și legumele nu puteau fi păstrate proaspete pentru foarte mult timp.
Stările de subcarență (stadiul care precede carența) ar fi mult mai numeroase, iar actualmente se pune întrebarea referitoare la eventualele relații între un defect de aport în vitamina C și diverse boli (cancer, boli cardiovasculare, cataractă etc.).

## Utilizare terapeutică și hipervitaminoză
Administrarea de vitamina C este prescrisă pe cale orala în tratamentul carențelor corespunzătoare, al stărilor de oboseală, al unor tulburări capilare și venoase, iar pe cale intravenoasă în caz de methemoglobinemie (creștere anormală a concentrației sangvine de methemoglobină, moleculă incapabilă să transporte oxigenul). În schimb, contrar unei idei răspândite, vitamina C nu are nici o influență directă asupra virusului gripal, acțiunea sa profilactică asupra gripei, răcelii comune și a oricăror infecții în general fiind nespecifică, explicată prin stimularea proceselor anabolice. Ingerarea excesivă de vitamina C (prin suplimentare medicamentoasă) poate antrena agitație și insomnii, dar ea nu este periculoasă, excesul fiind eliminat prin urină și fecale. Pentru doze egale sau mai mici de 1000 miligrame pe zi, nu există nici un fel de contraindicații. Doze mai mari nu trebuie administrate în caz de hemocromatoză (boala consecutivă acumulării de fier în țesuturile organismului), de litiază renală oxalică, de deficit în gluco-6-fosfat dehidrogenază sau de insuficiență renală.

## Prepararea alimentelor
Este important să se aleagă o metodă potrivită pentru prepararea alimentelor pentru a se păstra conținutul lor de vitamina C. Când se gătesc legume, ar trebui ca timpul și durata gătitului să fie micșorate, iar apa folosită la preparare nu ar trebui aruncată, de exemplu prin gătitul cu aburi sau prin supe. Vitamina C din alimente este identică cu cea din suplimente. Structura vitaminei C este foarte bine înțeleasă (vezi acid ascorbic) și nu există nici o diferență între beneficiile aduse de forma naturală și cea sintetică (deși fructele și legumele mai conțin și diferiți alți nutrienți, deci vitamina C nu este singurul lor avantaj).
Observații recente sugerează faptul că efectul temperaturii și gătitului asupra vitaminei C s-ar putea să fi fost supraestimat:
1. Deoarece este hidrosolubilă, vitamina C se va dilua în apa de gătit în timpul preparării majorității legumelor — dar asta nu înseamnă că vitamina C este distrusă — ea se află tot acolo, cu diferența că a trecut în apa de gătit.
2. Nu doar temperatura, dar și timpul de expunere este semnificativ. În contradicție cu ceea ce se presupunea înainte (și încă se crede), sunt necesare mult mai mult decât două-trei minute pentru a distruge vitamina C la punctul de fierbere.

De asemenea, se pare că gătitul nu extrage vitamina C din toate legumele cu o aceeași rapiditate; s-a sugerat că vitamina nu este distrusă când se fierbe broccoli. Acest lucru se poate întâmpla datorită unei pierderi a vitaminei C în apa de gătit mai lente față de alte legume.
Cratițele de cupru distrug vitamina C.
Ceaiurile și infuziile cu suplimente de vitamina C continuă să apară din ce în ce mai mult pe rafturile magazinelor. Asemenea produse nu ar avea nici un rost dacă temperatura de fierbere ar distruge într-adevăr vitamina C cu o rată care fusese sugerată anterior. În orice caz, majoritatea studiilor academice care nu se ocupă direct de vitamina C continuă să spună că temperaturile de fierbere distrug vitamina C foarte repede.

## Efecte negative cunoscute
Vitamina C este recunoscută ca fiind una dintre cele mai puțin toxice substanțe din medicină. LD50 pentru șobolani este de  11900 mg kg−1 . Arhivat în 20 februarie 2006, la Wayback Machine., ,
.
- O primă grijă o reprezintă persoanele cu tulburări de metabolism al fierului, incluzând hematocromatoza. Vitamina C crește absorbția de fier. Dacă bolnavii de hiperabsorbție de fier ingeră doze de vitamina C de ordinul gramelor, aceasta poate înrăutăți tulburarea lor, din cauza absorbției mărite.
- Vitamina C cauzează diaree dacă este ingerată în cantități mai mari decât limita, care diferă de la individ la individ. Cathcart [6] a numit această limită Limita de Toleranță Bowel și a observat că este mai mare la persoanele care sunt suferinde decât la cele sănătoase. Variază de la 5 grame pe zi la persoanele sănătoase, până la 300 grame pe zi la cei care suferă de boli grave, precum SIDA și cancer. Diareea încetează imediat ce doza este redusă, fără a provoca vreun alt efect negativ.
- Niveluri insuficiente de enzima glucoză-6-fosfat dehidrogenază (G6PD), o tulburare genetică, poate predispune unii indivizi la anemie hemolitică după ingerarea unor substanțe oxidante prezente în alimentație sau medicamente. Aceasta include și doze mari, repetate, intravenoase sau orale de vitamina C. Există un test pentru descoperirea deficienței de G6PD  Arhivat în 9 ianuarie 2010, la Wayback Machine.. O doză mare de vitamina E a fost propusă drept factor potențial protectiv.
- Lipsa vitaminei conduce la scorbut și la boala lui Barlow (scorbut infantil). Scorbutul infantil provine din laptele sterilizat, din absența fructelor și legumelor proaspete din alimentația copilului. Chiar vitaminizat, laptele sterilizat administrat copiilor rămâne un produs steril: nici un produs zis vitaminizat nu poate înlocui alimentația cu fructe și legume proaspete.